# 金鑫 (足球运动员)
金鑫（1991年9月4日—），男，湖北武汉人，中国足球运动员，司职后卫。

## 俱乐部生涯
金鑫出自于2005年开始组建的武汉光谷91年龄段梯队。2007年城运会，代表武汉队作为东道主获得冠军。2008年武汉光谷退出中超后，金鑫进入新成立的湖北绿茵参加中乙联赛并随队冲甲成功。第一次代表球队出场是2010年8月21日在客场0:1负于延边队的中甲比赛于第87分钟替换李行上场。
2012年金鑫被租借至中乙球队湖北华凯尔并再次成功升甲。由于该赛季的出色表现，2012年底金鑫入选U22男足国家队的集训名单，并在对阵韩国的比赛中首次上场并赢得一粒点球，帮助中国U22队2:1战胜对手。
2013赛季，金鑫回归升入中超的武汉卓尔，并代表球队出战6场中超联赛。2014赛季曾租借至新建的乙级球队四川力达士。
2015年以后金鑫离开职业赛场，先后加盟武汉新纪元、武汉宏兴征战业余联赛。2016年由于在足协杯武汉宏兴主场对阵江苏苏宁的比赛中顶替参赛并参与斗殴而被中国足协处以终身禁赛的处罚。